# نهر كواوا (كاليدونيا الجديدة)
نهر كواوا هو نهر في كاليدونيا الجديدة. تبلغ مساحة مستجمعه المائي 253 كم2. 